# Valdres prosteri

Prosterier i Hamars stift. Det lila området på kartan är Valdres prosteri.

Valdres prosteri (norska: Valdres prosti) är ett kontrakt (prosteri, norska: prosti) i Hamars stift inom Norska kyrkan. Kontraktet omfattar kommunerna Etnedal, Nord-Aurdal, Sør-Aurdal, Vang, Vestre Slidre och Øystre Slidre i Innlandet fylke i östra Norge.
Namnet kommer från landskapet Valdres, som omfattar samma område som kontraktet.

## Socknar
Valdres prosteri består av 24 socknar (norska: sokn eller sogn) inom sex kyrkliga samfälligheter (norska: kirkelige fellesråd), motsvarande kommunerna:

### Etnedals kyrkliga samfällighet
- Bruflats socken
- Nord-Etnedals socken

### Nord-Aurdals kyrkliga samfällighet
- Aurdals socken
- Skrautvåls socken
- Svenes socken
- Tingnes socken
- Tisleidalens socken
- Ulnes socken

### Sør-Aurdals kyrkliga samfällighet
- Bagns socken
- Begnadalens socken
- Hedalens socken
- Leirskogens socken
- Reinli socken

### Vangs kyrkliga samfällighet
- Heensåsens socken
- Høre socken
- Vangs socken
- Øye socken

### Vestre Slidre kyrkliga samfällighet
- Lomens socken
- Røns socken
- Slidre socken

### Øystre Slidre kyrkliga samfällighet
- Hegge socken
- Lidars socken
- Rogne socken
- Volbu socken